# Август (курфюрст Саксонії)
Август I (нім. August, 31 липня 1526 — 11 лютого 1586 року) — 13-й курфюрст Саксонії в 1553–1586 роках.

## Життєпис

### Молоді роки
Походив з Альбертинської лінії Веттінів. Молодший син Генріха IV, герцога Саксонського, та Катерини Мекленбурзької. Народився 1526 року в Фрайберзі. Навчався в Фрайбурзі та Дрездені. Провів деякий час при дворі богемського короля Фердинанда Габсбурга в Празі, де подружився з його сином Максиміліаном, що згодом став імператором. Потім слухав лекції в Лейпцизькому університеті.
У 1541 році після смерті батька став номінальним співправителем свого брата Моріца, заміщав в його відсутність. Час від часу мешкав при імператорському дворі у Відні. 1544 році Моріц Саксонський домігся призначення Августа адміністратором єпископства Мерзенбург, але той невдовзі відмовився від посади й повернувся до Дрездену.
У 1546–1547 роках брав участь у Шмалькальденській війні на боці імператора Карла V. Спочатку в 1546 році керував обороною Дрездена, у 1547 році був у війську брата Моріца Саксонського. У 1548 році одружився з донькою данського короля Крістіана III.

### Курфюрст

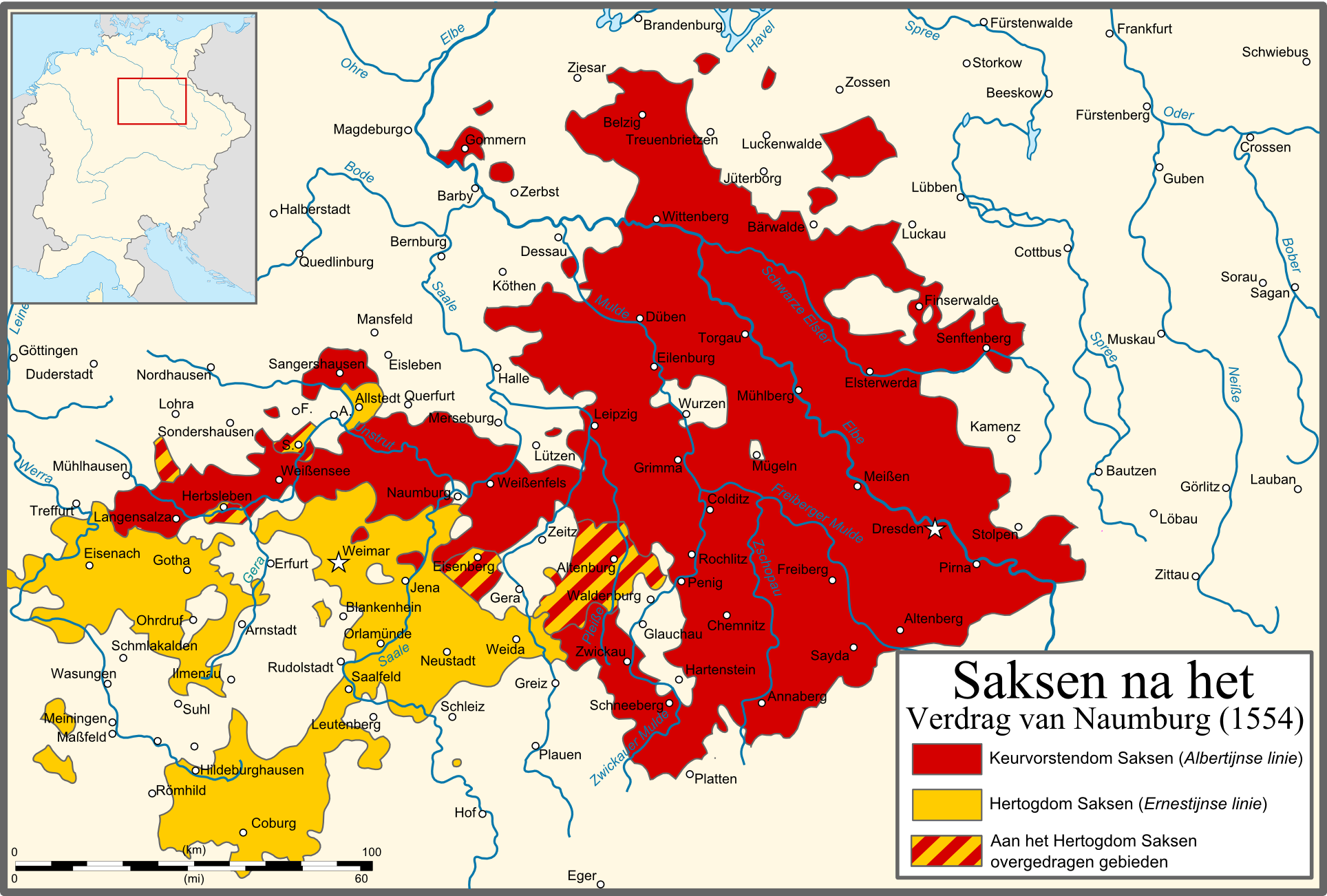
Курфюрство Саксонське (позначено червоним) за Наумбурзьким договором 1554 року

По смерті брата в 1553 році він успадкував Саксонське курфюрство. Втім вимушений був стикнутися з бажання представників Ернестинської лінії повернути собі гідність курфюрста. 1554 року підписав наумбурзький договір з представниками колишнього курфюрства Йоганна Фрідріха Великодушного, за яким останні відмовлялися від претензій на курфюрство за 100 тис. гульденів, але Йоганн Фрідріх зберігав титул курфюрста, а також Август I мав передати йому землі з Альтенбургом. Втім після смерті Йоганна Фрідріха в тому ж 1554 році, його син Йоганн Фрідріх Середній висунув претензії на курфюрство. Лише у 1556 році зі сходження на імператорський трон Фердинанда Габсбурга вдалося відкинути ці зазіхання.
Август I прагнув до територіальних придбань, орієнтуючись на союз з Габсбургами та намагаючись досягти релігійного миру, сприяв укладанню його в Аусбурзі в 1555 році. Курфюрста Саксонії імператор призначив очільником Верхньосаксонського округу імперії. Того ж року Августом I було секуляризовано Майсенське єпископство. 1558 року під час рейхстагу у Франкфурті підписав компромісний варіант між кальвінізмом та лютеранством. 1559 року приєднав до своїх володінь Штольпен і Бішофсверда. Того ж року заснував в Дрездені Апеляційний суд.
1560 року заснував кунсткамеру в Дрездені. У 1561 році забезпечив обрання свого сина Олександра єпископом Мерзебурга, а з1564 року роки єпископом Наумбургу. Коли син помер у 1565 році, ці єпископства потрапили під пряму владу Августа I. Також придбав шляхом обміну та купівлі до 1567 року різних володінь вартістю понад 700 тис. гульденів.
На Аугсбурзькому рейхстазі 1566 року виступив проти того, щоб кальвініст Фрідріх ІІІ, курфюрст Пфальцу, був виведений з-під захисту релігійного миру. Цим не допустив утворення католицької більшості. Проте Август І не підтримав намагань Фрідріха ІІІ переглянути умови Аугсбурзького релігійного миру з метою наданню кальвінізму юридичного визнання. Того ж року на виконання імперської опали переміг Вільгельма фон Грумбаха, якого невдовзі стратив. 1567 року полонив його покровителя Йоганна Фрідріха Середнього. Скориставшись тим, що останнього було засуджено на довічне ув'язнення, Август I посилив вплив на землях Ернестинської лінії. У 1568 році деякий час коливався щодо надання підтримки протестантам в Нідерландах, але зрештою не забажав псувати стосунки з Габсбургами.
Наприкінці 1560-х років був схилений придворними теологами на користь кальвіністського вчення про таїнство причастя, він змушував священників під страхом відмови від посад і вигнання проповідувати це вчення не тільки в його власній країні, але і у володіннях опікуваних ним стриєчних братів.
При його правлінні країна досягла високого ступеня економічного розвитку. Оточивши себе розумними радниками, часто радячись з земськими чинами, він значно поліпшив державне управління та господарство. Значного розвитку досягло сільське господарство (сам курфюрст видав власну книгу з садівництва). Не менш піклувався він про поліпшення лісівництва (для цього 1560 року видав відповідну постанову) та гірського промислу. Маючи право вищої гірничої регалії на золото та срібло (воно охоплювало видання гірничих статутів, призначення службовців, надання привілеїв на копальні й пільгові грамоти на плавильні, карбування монети, регулювання продажу зазначених металів, збір податків), намагався поширити його і на інші метали. Зокрема, курфюрст скуповував земельні володіння, де були розташовані олов'яні копальні.
Давши притулок переслідуваним за релігійні переконання протестантам з Нідерландів, він сприяв розвитку промисловості і особливо полотняної і бавовняної мануфактури. Піклуючись про пожвавлення торгівлі, поліпшував шляхи, протегував ярмарку в Лейпцигу. За його ініціативи почав здійснюватися нагляд за станом головних доріг: на Нюрнберг, на Бреслау і на Франкфурт, що поєднували Саксонію з Південною, Північною та
Центральною Німеччиною. Це сприяло пожвавленню торговельно-економічних зв'язків між німецькими регіонами.

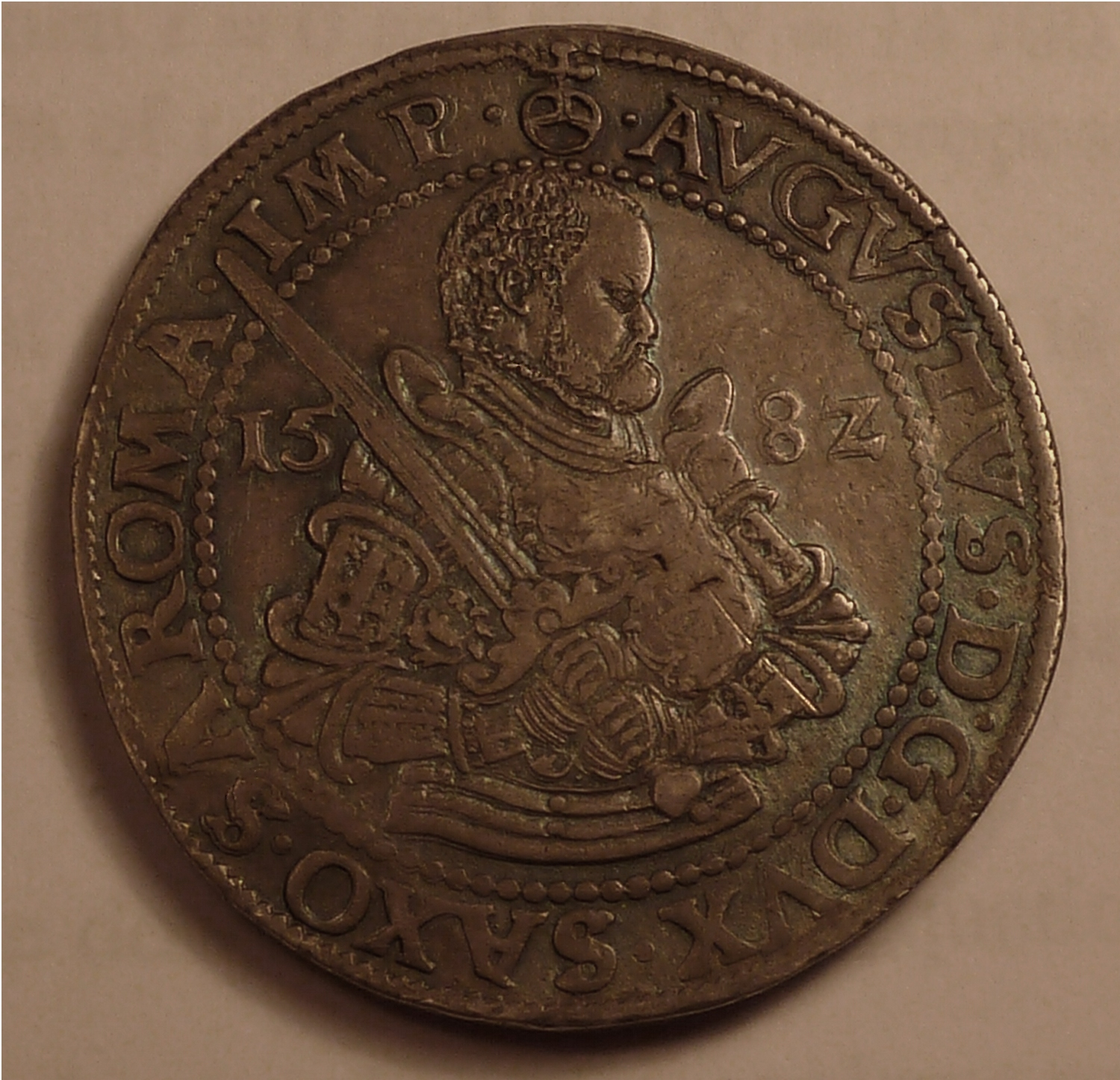
Талер Августа I

1570 року приєднав значну частину графства Мансфельд. До 1571 року провів реформу карбування монети, сприявши утворенню єдиного монетного двору в Дрездені. Також поліпшив судову організацію впровадженням 21 квітня 1572 роки нових законів, відомих під назвою «Конституції», що являли собою поєднання старонімецьких юридичних звичаїв і римських норм.

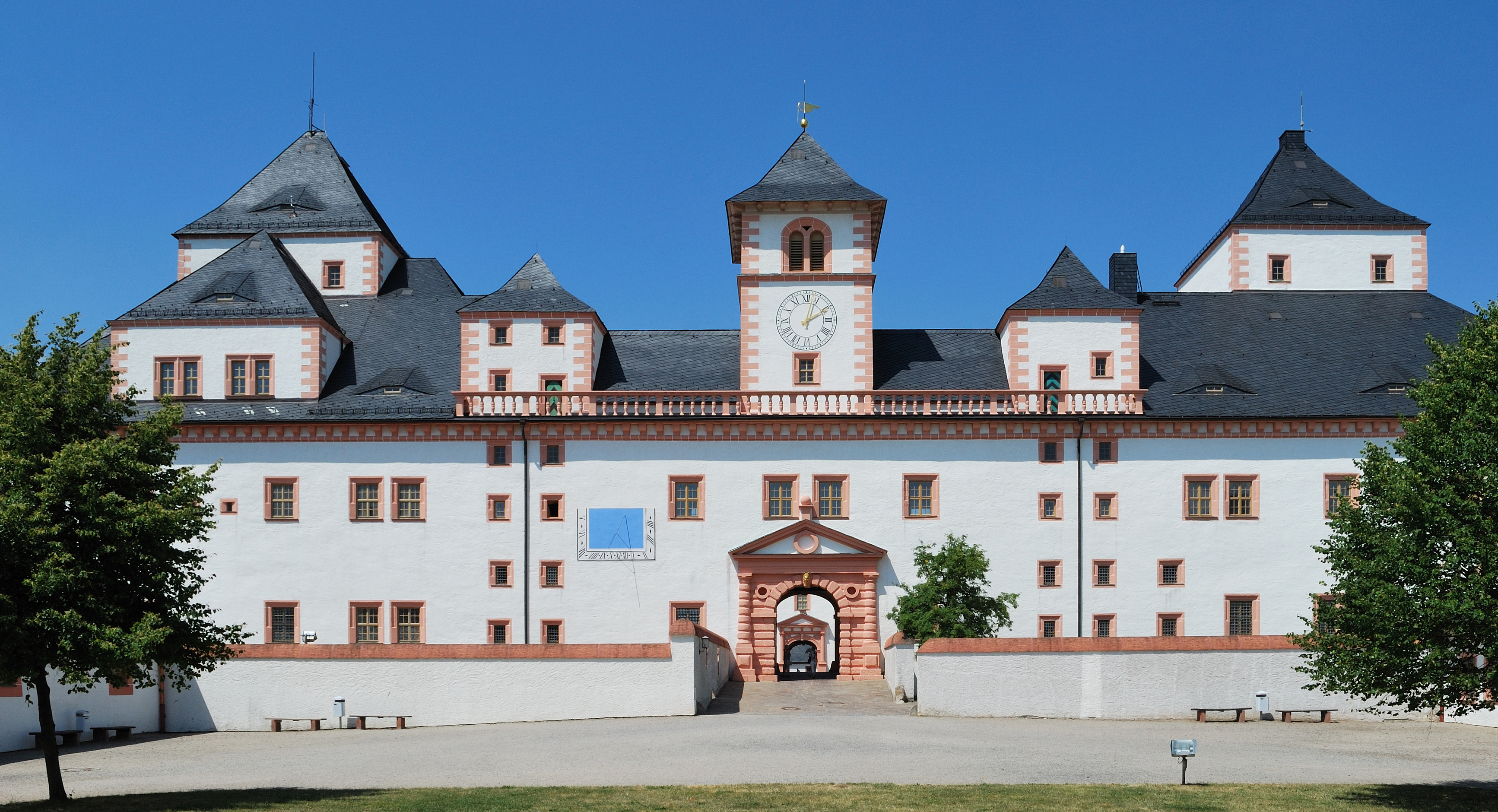
Замок Августбург

1572 року завершено зведення розкішного мисливського замку Августбург (будівництво тривало з 1568 року). В подальшому звів інші мисливські замки Носсен, Шварценберг, Аннабург, Ліхтенбург, Діпполдісвальде, Фрайоденштайн, Остерштайн, Єгергоф. загало було збудовано або перебудовано 20 замків.
1573 року після смерті Йоганна Вільгельма, герцога Саксен-Веймару, нав'язав його синам свою опіку і, користуючись цим, зайняв частину графства Геннеберг. Згодом також викупив частину області Фогтланд.
1574 року під впливом дружини знову навернувся до лютеранства, став переслідувати кальвінізм суворіше, ніж раніше лютеран. У 1577 році підписав «Формулу Злагоди» (було розроблено з ініціативи курфюрста), яка поклала кінець теологічним суперечкам всередині лютеранства між філіппістами (прихильниками формули Меланхтона) та незмінними лютеранами. 1580 року сприяв виданню «Книги злагоди». 1581 року приєднав до курфюрства область Мюгельн.
1580 року видано Саксонський статут, де було докладно регламентовано такі питання, як порядок прийняття вчителя на роботу, організація діяльності школи, програма навчання, контроль та оплата вчительської
праці. Зокрема, передбачалося, що кандидати на посаду вчителя мають пройти перевірку на знання стародавніх мов і Біблії. Двічі на рік візитатори перевіряли діяльність шкіл різних типів. В університетах Лейпцигу і Віттенбергу засновані нові кафедри, зросла чисельність студентів, які навчалися за рахунок держави, розведені ботанічні сади і детально намічені навчальні програми. Фактично заснував бібліотеку в Дрездені, а також багато інших наукових і художніх колекцій, зокрема «Зелену галерею». Улюбленим його заняттям, крім токарного майстерності, була алхімія. За його наказом було створено мапу Саксонії.
В липні 1585 року отримав прохання від короля Генріха Наваррського надати військову допомогу французьким гугенотам, проте не дав на нього відповіді. В жовтні того ж року померла його дружина. В січні 1586 року оженився вдруге, але помер через 1,5 місяця в Дрездені. Його поховано в Фрайберзькому соборі. Спадкував його син Крістіан I.

## Родина
1 Дружина — Анна, донька Крістіана III, короля Данії і Норвегії
Діти:
- Йоганн Генріх (1550)
- Елеонора (1551—1553)
- Єлизавета (1552—1590), дружина Йоганна Казимира, пфальцграфа Рейнського
- Олександр (1554—1565)
- Магнус (1555—1558)
- Йоахім (1557)
- Гектор (1558—1560)
- Крістіан (1560—1591), 14-й курфюрст Саксонії
- Марія (1562—1566)
- Доротея (1563—1587), дружина Генріха Юліуса, герцога Брауншвейг-Вольфенбюттель
- Амалія (1565)
- Анна (1567—1613), дружина Йоганна Казимира, герцога Саксен-Кобурзького
- Август (1569—1570)
- Адольф (1571—1572)
- Фрідріх (1575—1577)

2 Дружина — Агнеса Ядвіга, донька Йохіма Ернста Асканія, князя Ангальту
дітей не було
- 1 бастард